# Caliciales
Die Caliciales sind eine Ordnung der Schlauchpilze (Ascomycota) und enthalten flechtenbildende Arten.

## Merkmale
Alle Arten der Caliciales sind Flechten, besonders Krustenflechten bei den Caliciaceae und Blattflechten bei den Physciaceae.
Die Fruchtkörper sind schüsselförmig (Apothecien), bei den Calicaceae meist gestielt und als Mazaedium ausgebildet, das heißt, sie bilden eine pulverige Masse aus Sporen und Paraphysen, das wie eine kleine Stecknadel aussieht. Bei den Physciaceae besitzen die Fruchtkörper ein thallines Excipulum, das heißt, er ist von Gewebe mit des Flechtenpartners, der Algen umgeben. Das Hypothecium, das Gewebe direkt unter der Fruchtschicht, ist bei den Physciaceae durchscheinend, bei den Caliciaceae gefärbt (pigmentiert). Die Schläuche sind bei den Physciaceae keulig und dickwandig (Lecanora-Typ), bei den Caliciaceae hingegen dünnwandig und kurzlebig (Bacidia-Typ bzw. prototunikat).
Typisch für die Caliciales sind die Ascosporen, die dickwandig, gefärbt und septiert sind. Sie sind polar, zweizellig (diblastisch) und zum Teil mit auffälligen Verdickungen.

## Lebensweise und Verbreitung

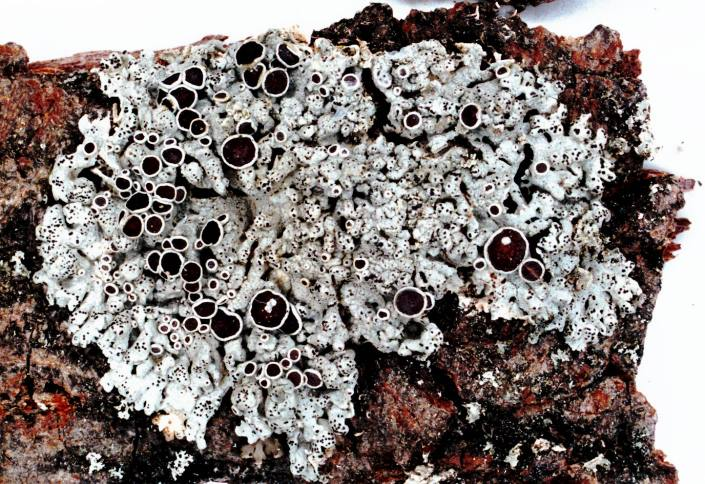
Physcia stellaris

Die Caliciales sind fast ausschließlich Flechten und haben eine sehr weite, praktisch weltweite Verbreitung. Sie kommen vor allem auf Holz oder Rinde vor.

## Systematik

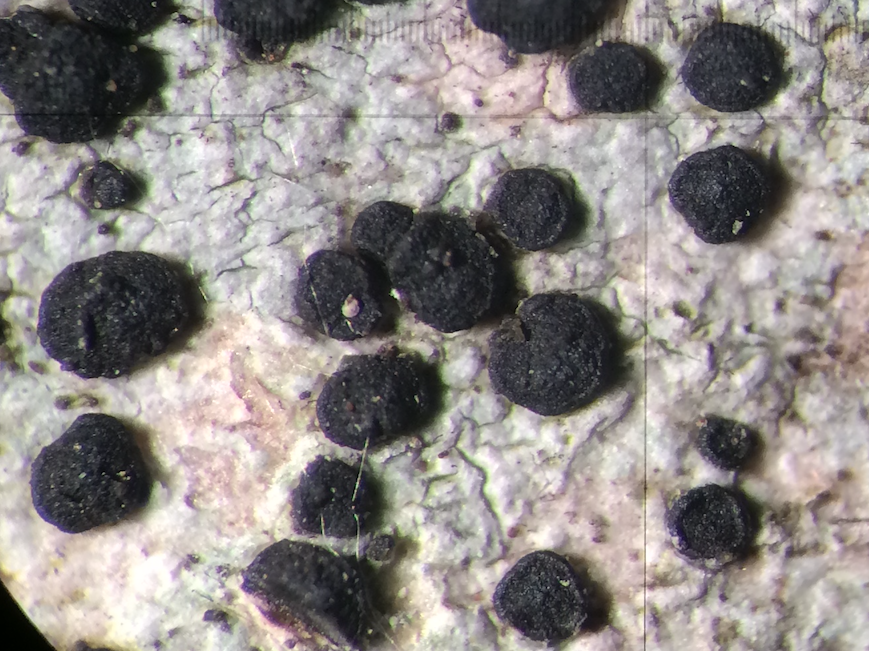
Buellia disciformis

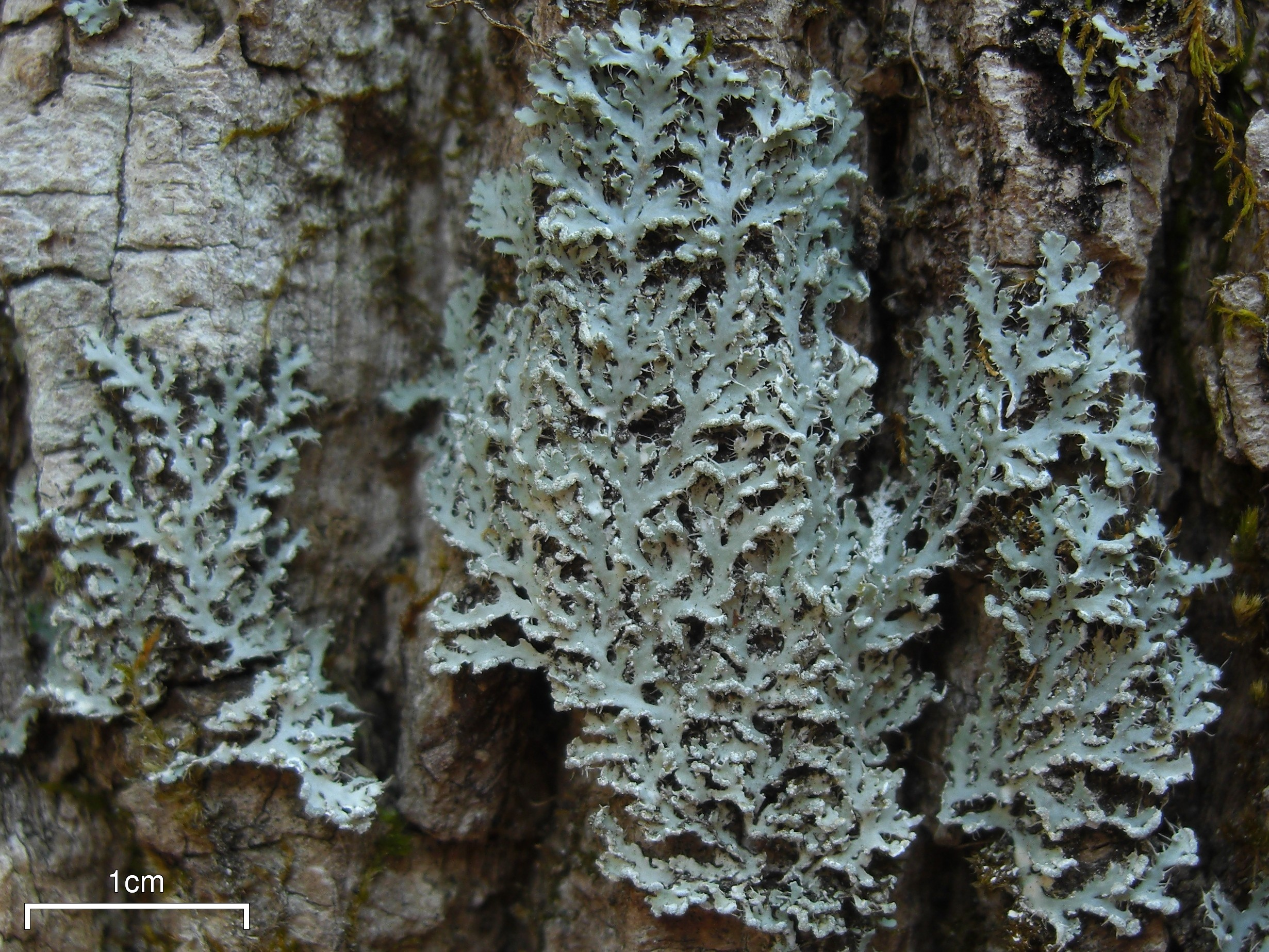
Heterodermia speciosa

Die Ordnung der Caliciales wurde 1907 von Charles Edwin Bessey erstbeschrieben und enthielten zunächst alle Stecknadelflechten, also Arten mit einem Mazaedium. Tibell aber erkannte, dass diese Form der Fruchtkörperentwicklung mehrmals stattgefunden hatte, und in der Folge wurde die Ordnung aufgetrennt. Miadlikowska und Mitarbeiter erkannten die Zusammengehörigkeit der Caliciaceae und Physciaceae und erstellten die Unterordnung Physciineae innerhalb der Teloschistales. 2012 wurde dann aber diese Unterordnung wieder zur Ordnung Calicales erhoben als Schwestergruppe der Teloschistales.
Es gehören ihr daher folgende zwei Familien mit den dazugehörigen Gattungen an:
- Caliciaceae: 36 Gattungen
  - Acolium mit 5 Arten
  - Acroscyphus mit einer Art
  - Allocalicium mit einer Art
  - Amandinea mit 35 Arten
  - Australiaena mit einer Art
  - Baculifera mit 14 Arten
  - Buellia  mit ca. 300 Arten
  - Caliciella mit einer Art
  - Calicium mit ca. 30  Arten
  - Chrismofulvea mit 4 Arten
  - Ciposia mit einer Art
  - Cratiria mit ca. 20 Arten
  - Culbersonia mit einer Art
  - Dermatiscum mit drei Arten
  - Dermiscellum mit einer Art
  - Dimelaena mit 10 Arten
  - Diploicia. mit ca. 12 Arten
  - Diplotomma. mit ca. 30 Arten
  - Dirinaria mit ca. 35 Arten
  - Endohyalina mit 10 Arten
  - Fluctua mit einer Art
  - Gassicurtia mit 30 Arten
  - Hypoflavia mit drei Arten
  - Monerolechia mit 4 Arten
  - Orcularia mit 4 Arten
  - Pseudothelomma mit zwei Arten
  - Pyxine mit ca. 75 Arten
  - Redonia mit zwei Arten
  - Santessonia mit 10 Arten
  - Sculptolumina mit 4 Arten
  - Sphinctrinopsis mit einer Art
  - Stigmatochroma mit 9 Arten
  - Tetramelas mit 16 Arten
  - Texosporium mit einer Art
  - Thelomma mit 5 Arten
  - Tholurna mit einer Art

- Physciaceae: 18 Gattungen
  - Anaptychia mit ca. 15 Arten
  - Coscinocladium mit zwei Arten
  - Heterodermia mit ca. 90 Arten
  - Hyperphyscia mit 9 Arten
  - Kashiwadia mit einer Art
  - Leucodermia mit 10 Arten
  - Mischoblastia mit drei Arten
  - Mobergia mit einer Art
  - Oxnerella mit einer Art
  - Phaeophyscia mit 66 Arten
  - Phaeorrhiza mit zwei Arten
  - Physcia mit ca. 80 Arten
  - Physciella mit 4 Arten
  - Physconia mit ca. 25 Arten
  - Polyblastidium mit 18 Arten
  - Rinodina mit ca. 300 Arten
  - Rinodinella mit 6 Arten
  - Tornabea mit einer Art